# 국도 제255호선 (일본)
국도 제255호선(일본어: 国道255号)은 가나가와현의 하다노시에서 출발, 아시가라카미군 마쓰다정을 거쳐 오다와라시까지 이어주는 일반 국도 노선이다. 또한 이 도로는 246번 국도와 거의 겹쳐지게 되는 구간이 있는 도로이기도 하다. 그리고 실제 연장 구간은 11.8 km이기도 하다.

## 연혁
- 1963년 4월 1일 : 2급 국도 255호선인 하다노~오다와라선(가나가와현 하다노시~오다와라시 구간)으로 지정
- 1965년 4월 1일 : 1, 2급 국도의 구분이 사라짐과 동시에 일반 국도 255호선으로 전환

## 지리
- 중복 구간 : 하다노시 ~ 아시가라카미군 마쓰다정 마쓰다소료 구간 한정 국도 제246호선과 겹침.
- 통과하는 지자체 : 이 도로는 가나가와현 한정 종단하며, 세부 구간은 다음과 같다.
  - 주요 경유지 : 하다노시 - 아시가라카미군 (마쓰다정 - 오이정) - 오다와라시
- 교차 가능한 도로 : 도메이 고속도로, 국도 제1호선, 국도 제138호선, 국도 제246호선